# فابريزيو بيروفانو
فابريزيو بيروفانو (بالإيطالية: Fabrizio Pirovano)‏ ‏(1 فبراير 1960 - 12 يونيو 2016) هو متسابق دراجات نارية إيطالي سابق فاز ببطولة العالم للسوبرسبورت. نافس في بطولة العالم للسوبربايك.

## روابط خارجية
- فابريزيو بيروفانو على موقع WorldSBK.com (الإنجليزية)